# Festival de Málaga 2001
La 4ª edición del Festival de Málaga se celebró del 1 al 9 de junio de 2001 en Málaga, España.

## Jurados

### Sección oficial
- José Luis Borau
- Anabel Alonso
- Antonio Weinrichter
- Carlos Morelli
- Antonio Soler

## Palmarés
- Primer premio: Sin vergüenza, de Joaquín Oristrell
- Premio Especial del Jurado: Nómadas, de Gonzalo López-Gallego
- Premio a la mejor dirección: Mónica Laguna por El juego de Luna
- Premio a la mejor interpretación femenina: Verónica Forqué por Sin vergüenza
- Premio a la mejor interpretación masculina: Biel Durán por Más pena que gloria
- Premio al mejor guion: Joaquín Oristrell, Sominic Harari, Teresa Pelegrí y Cristina Rota por Sin vergüenza
- Premio a la mejor música: José Manuel Pagán y Pascal Comelade por La isla del holandés
- Premio a la mejor fotografía: José David Montero por Nómadas
- Premio del público: No turning back, de Jesús Nebot y Julia Montejo

## Premiados
- Homenajeado: José Luis López Vázquez
- Premio Retrospectiva: Andrés Vicente Gómez
- Premio Ricardo Franco: Javier Aguirresarobe